# ISO 3166-2:KR
ISO 3166-2:KR là mục nhập cho Hàn Quốc (chính thức tại Hàn Quốc) trong ISO 3166-2, một phần của tiêu chuẩn ISO 3166 tiêu chuẩn được công bố bởi Tổ chức tiêu chuẩn hóa quốc tế (ISO), trong đó xác định mã cho tên của các các phân khu chính (ví dụ: tỉnh hoặc bang) của tất cả các quốc gia được mã hóa theo ISO 3166-1.
Hiện tại đối với Hàn Quốc, mã ISO 3166-2 được xác định cho 1 thành phố đặc biệt, 6 thành phố đô thị, 8 tỉnh, 1 tỉnh tự trị đặc biệt và 1 thành phố tự trị đặc biệt. Tất cả đều là phân khu cấp tỉnh.
Mỗi mã bao gồm hai phần, cách nhau bởi dấu gạch nối. Phần đầu tiên là KR, mã ISO 3166-1 alpha-2 của Hàn Quốc. Phần thứ hai là hai chữ số:
- 11: thành phố đặc biệt
- 26–31: thành phố đô thị
- 41–48: tỉnh
- 49: tỉnh tự trị đặc biệt
- 50: thành phố tự trị đặc biệt

## Mã hiện hành
Tên phân khu được liệt kê như trong tiêu chuẩn ISO 3166-2 do Cơ quan bảo trì ISO 3166 công bố (ISO 3166/MA).
Nhấp vào nút trong tiêu đề để sắp xếp từng cột.
| Mã    | Tên phân khu (vi) | Tên phân khu (ko) (Quốc gia 2000) | Biến thể địa phương | Loại phân cấp             |
| ----- | ----------------- | --------------------------------- | ------------------- | ------------------------- |
| KR-11 | Seoul             | Seoul-teukbyeolsi                 | Seoul               | thành phố đặc biệt        |
| KR-26 | Busan             | Busan-gwangyeoksi                 | Busan               | đô thị                    |
| KR-27 | Daegu             | Daegu-gwangyeoksi                 | Daegu               | đô thị                    |
| KR-30 | Daejeon           | Daejeon-gwangyeoksi               | Daejeon             | đô thị                    |
| KR-29 | Gwangju           | Gwangju-gwangyeoksi               | Gwangju             | đô thị                    |
| KR-28 | Incheon           | Incheon-gwangyeoksi               | Incheon             | đô thị                    |
| KR-31 | Ulsan             | Ulsan-gwangyeoksi                 | Ulsan               | đô thị                    |
| KR-43 | Chungcheong Bắc   | Chungcheongbuk-do                 | Chungbuk            | tỉnh                      |
| KR-44 | Nam Chungcheong   | Chungcheongnam-do                 | Chungnam            | tỉnh                      |
| KR-42 | Gangwon           | Gangwon-do                        | Gangwon             | tỉnh                      |
| KR-41 | Gyeonggi          | Gyeonggi-do                       | Gyeonggi            | tỉnh                      |
| KR-47 | Gyeongsang Bắc    | Gyeongsangbuk-do                  | Gyeongbuk           | tỉnh                      |
| KR-48 | Gyeongsang Nam    | Gyeongsangnam-do                  | Gyeongnam           | tỉnh                      |
| KR-45 | Jeolla Bắc        | Jeollabuk-do                      | Jeonbuk             | tỉnh                      |
| KR-46 | Jeolla Nam        | Jeollanam-do                      | Jeonnam             | tỉnh                      |
| KR-49 | Jeju              | Jeju-teukbyeoljachido             | Jeju                | tỉnh tự trị đặc biệt      |
| KR-50 | Sejong            | Sejong-teukbyeoljachisi           | Sejong              | thành phố tự trị đặc biệt |

Ghi chú
1. ↑  Chỉ để tham khảo, tên tiếng Anh không có trong tiêu chuẩn ISO 3166-2.

## Thay đổi
Các thay đổi sau đây cho mục đã được công bố trong các bản tin của ISO 3166/MA kể từ lần xuất bản đầu tiên của ISO 3166-2 vào năm 1998:
| Bản tin        | Ngày phát hành | Mô tả về sự thay đổi trong bản tin           |
| -------------- | -------------- | -------------------------------------------- |
| Newsletter I-1 | 2000-06-21     | Sửa 1 lỗi chính tả. Cập nhật thông tin nguồn |